# Taekwondo nos Jogos Pan-Americanos de 2015 - Até 68 kg masculino
A categoria até 68 kg masculino do taekwondo nos Jogos Pan-Americanos de 2015 foi disputada em 20 de julho no Centro Esportivo Mississauga, em Mississauga. 

## Calendário
Horário local (UTC-4).
| Data        | Horário | Fase                |
| ----------- | ------- | ------------------- |
| 20 de julho | 14:20   | Oitavas de final    |
| 20 de julho | 15:35   | Quartas de final    |
| 20 de julho | 16:20   | Semifinal           |
| 20 de julho | 20:50   | Disputa pelo bronze |
| 20 de julho | 20:50   | Final               |

## Medalhistas
| Ouro   | MEX Saúl Gutiérrez                   |
| Prata  | CAN Maxime Potvin                    |
| Bronze | PUR Luis Colon III COL Miguel Trejos |

## Resultados

### Chave
Legenda
- DSQ — Desqualificado

|  | Oitavas-de-final      | Oitavas-de-final      | Oitavas-de-final |  |  | Quartas-de-final      | Quartas-de-final      | Quartas-de-final   |    |                       | Semifinais            | Semifinais         | Semifinais |  |  | Final | Final | Final |
|  |                       |                       |                  |  |  |                       |                       |                    |    |                       |                       |                    |            |  |  |       |       |       |
|  |                       |                       |                  |  |  |                       |                       |                    |    |                       |                       |                    |            |  |  |       |       |       |
|  |                       |                       |                  |  |  | MEX Saúl Gutiérrez    | MEX Saúl Gutiérrez    | 4                  |    |                       |                       |                    |            |  |  |       |       |       |
|  | COL Miguel Trejos     | COL Miguel Trejos     | 11               |  |  | COL Miguel Trejos     | COL Miguel Trejos     | 2                  |    |                       |                       |                    |            |  |  |       |       |       |
|  | TRI Dorian Alexander  | TRI Dorian Alexander  | 5                |  |  |                       |                       |                    |    | MEX Saúl Gutiérrez    | MEX Saúl Gutiérrez    | 5                  |            |  |  |       |       |       |
|  | GUA Andreas Zelaya    | GUA Andreas Zelaya    | 9                |  |  |                       | PUR Luis Colon III    | PUR Luis Colon III | 2  |                       |                       |                    |            |  |  |       |       |       |
|  | SUR Tosh van Dijk     | SUR Tosh van Dijk     | 10               |  |  | SUR Tosh van Dijk     | SUR Tosh van Dijk     | 7                  |    |                       |                       |                    |            |  |  |       |       |       |
|  | CHI Ignacio Morales   | CHI Ignacio Morales   | 5                |  |  | PUR Luis Colon III    | PUR Luis Colon III    | 8                  |    |                       |                       |                    |            |  |  |       |       |       |
|  | PUR Luis Colon III    | PUR Luis Colon III    | 17               |  |  |                       |                       |                    |    |                       | MEX Saúl Gutiérrez    | MEX Saúl Gutiérrez | 6          |  |  |       |       |       |
|  |                       |                       |                  |  |  |                       | CAN Maxime Potvin     | CAN Maxime Potvin  | 3  |                       |                       |                    |            |  |  |       |       |       |
|  |                       |                       |                  |  |  | USA Terrence Jennings | USA Terrence Jennings | 12                 |    |                       |                       |                    |            |  |  |       |       |       |
|  | CUB Fermin Quesada    | CUB Fermin Quesada    | 7                |  |  | VEN Edgar Contreras   | VEN Edgar Contreras   | 11                 |    |                       |                       |                    |            |  |  |       |       |       |
|  | VEN Edgar Contreras   | VEN Edgar Contreras   | 10               |  |  |                       |                       |                    |    | USA Terrence Jennings | USA Terrence Jennings | 11                 |            |  |  |       |       |       |
|  | URU Federico Gonzalez | URU Federico Gonzalez | 1                |  |  |                       | CAN Maxime Potvin     | CAN Maxime Potvin  | 13 |                       |                       |                    |            |  |  |       |       |       |
|  | BRA Henrique Precioso | BRA Henrique Precioso | 4                |  |  | BRA Henrique Precioso | BRA Henrique Precioso | 5                  |    |                       |                       |                    |            |  |  |       |       |       |
|  |                       |                       |                  |  |  | CAN Maxime Potvin     | CAN Maxime Potvin     | 15                 |    |                       |                       |                    |            |  |  |       |       |       |
|  |                       |                       |                  |  |  |                       |                       |                    |    |                       |                       |                    |            |  |  |       |       |       |

### Disputa pelo bronze
|  | Semifinais            | Semifinais | Semifinais |  |  | Disputa pelo bronze   | Disputa pelo bronze   | Disputa pelo bronze |
|  |                       |            |            |  |  |                       |                       |                     |
|  |                       |            |            |  |  | PUR Luis Colon III    | PUR Luis Colon III    | 6                   |
|  |                       |            |            |  |  | BRA Henrique Precioso | BRA Henrique Precioso | 3                   |
|  | BRA Henrique Precioso |            |            |  |  |                       |                       |                     |

|  | Semnifinais       | Semnifinais | Semnifinais |  |  | Disputa pelo bronze   | Disputa pelo bronze   | Disputa pelo bronze |
|  |                   |             |             |  |  |                       |                       |                     |
|  |                   |             |             |  |  | COL Miguel Trejos     | COL Miguel Trejos     | 16                  |
|  | '                 | '           |             |  |  | USA Terrence Jennings | USA Terrence Jennings | 6                   |
|  | COL Miguel Trejos |             |             |  |  |                       |                       |                     |